# 知内発電所
知内発電所（しりうちはつでんしょ）は、北海道上磯郡知内町元町にある北海道電力の石油火力発電所。

## 概要
1983年12月に1号機が運転を開始、2号機までが建設された。主に北海道道南への電力供給を行っている。
2号機ではオリマルジョンという新燃料を重油と混合して使用しており、日本初のオリマルジョン使用の火力発電所である。
夏季には、電源開発が所有する直流送電施設「北海道・本州間連系設備」及び東北電力の送電線を経由し、東京電力への電力供給を行っている。

## 発電設備
- 総出力：70万kW[1]

1号機
定格出力：35万kW
使用燃料：重油
営業運転開始：1983年（昭和58年）12月
2号機
定格出力：35万kW
使用燃料：重油、オリマルジョン
営業運転開始：1998年（平成10年）9月